# Ivanec
Ivanec este un oraș în cantonul Varaždin, Croația, având o populație de 13.758 de locuitori (2011).

## Demografie
Componența etnică a orașului Ivanec
     Croați (99,2%)
     Necunoscut (0,04%)
     Neclasificat (0,37%)
Componența confesională a orașului Ivanec
     Catolici (96,93%)
     Fără religie și atei (1,24%)
     Necunoscută (1,19%)
     Alte religii (0,64%)
Conform recensământului din 2011, orașul Ivanec avea 13.758 de locuitori. Din punct de vedere etnic, majoritatea locuitorilor (99,2%) erau croați. Apartenența etnică nu este cunoscută în cazul a 0,04% din locuitori. Din punct de vedere confesional, majoritatea locuitorilor (96,93%) erau catolici, cu o minoritate de persoane fără religie și atei (1,24%). Pentru 1,19% din locuitori nu este cunoscută apartenența confesională.